# Wappinger-Konföderation
Die Wappinger-Konföderation war ein Zusammenschluss 20 kleiner Indianerstämme im Nordosten der Vereinigten Staaten, die sich im Wappinger-Krieg (1643–1645) gegen Nieuw Nederland verbündet hatten. Diese Stämme lebten zu Beginn des 17. Jahrhunderts
östlich des unteren Hudson Rivers, im späteren Bundesstaat New Jersey und im westlichen Long Island.
Auslöser des Krieges war eine Vergeltungsaktion der Niederländer, nachdem die Wecquaesgeek zuvor eine 80-köpfige Strafexpedition der Kolonisten vernichtet hatten. Am 25. Februar 1643 überfielen niederländische Truppen ein Indianerdorf im Morgengrauen, töteten alle 120 Wiechquaeskeck und sollen anschließend in Fort Nieuw Amsterdam mit deren Köpfen Fußball gespielt haben. Das sogenannte Pavonia-Massaker ging in die Geschichte ein und zeitgenössischen Quellen berichten, dass der niederländische Gouverneur Willem Kieft seine Soldaten für die Aktion lobte und auszeichnete.
Die Nachricht vom Massaker verbreitete sich wie ein Lauffeuer in Nieuw Nederland und im südlichen Neuengland. Die Hackensack und Tappan vereinigten sich mit den sieben Wappinger-Stämmen und überfielen einsame Farmen der Kolonisten. Damit brach der Wappinger-Krieg, auch Gouverneur-Kiefts-Krieg genannt, aus. Viele der holländischen Kolonisten flüchteten ins Fort Amsterdam und bereiteten sich auf eine Belagerung vor. Gouverneur Kieft machte sich auch die Metoac auf Long Island zu Feinden, als er Mais bei ihnen beschlagnahmen ließ und dabei drei Canarsee-Krieger getötet wurden. Der Krieg weitete sich immer mehr aus und schließlich vereinigten sich zwanzig Stämme im Kampf gegen die Niederländer:
- Stämme aus New Jersey: Hackensack, Haverstraw, Munsee, Navasink, Raritan und Tappan
- Stämme östlich des Hudson Rivers: Wecquaesgeek, Sintsink, Kitchawank, Nochpeem, Siwanoy, Tankiteke und Wappinger
- Stämme auf Long Island: Canarsee, Manhattan, Rockaway, Matinecock, Massapequa, Secatoag und Merrick.

Im Februar und März 1644 zerstörte eine gemischte britisch-niederländische Truppe eine große Anzahl indianischer Dörfer in ganz Nieuw Nederland. Im April 1644 kamen die Wappinger-Sachems nach Fort Amsterdam, um einen Friedensvertrag abzuschließen. Zusammen mit ihren Alliierten hatten sie über 1.600 tote Stammesmitglieder zu beklagen und der Wappinger-Krieg war damit einer der blutigsten und grausamsten Ausrottungskriege in der Geschichte der nordamerikanischen Kolonien. Auf Druck der Mahican unterzeichnete die Sachems schließlich im August 1644 in Fort Orange einen Friedensvertrag.
Nach dem Krieg fiel die Allianz auseinander, einige der vorher verbündeten Stämme wurden sogar zu Feinden. Die Wappinger und westlichen Metoac wurden Tributpflichtige der Mahican und mussten jährlich eine beträchtliche Zahlung in Form von Wampum an die Mahican leisten. Unter den Stämmen im südlichen Neuengland und Long Islands war es üblich, dass die schwächeren an die stärkeren Gruppen Tributzahlungen in Form von Wampum leisteten. Die Mahican hatten keine eigenen Verluste zu beklagen und der Vertrag von Fort Orange versetzte sie in die Lage, den Wampum-Handel im Süden Neuenglands und auf Long Island zu kontrollieren. Um die Demütigung zu erhöhen, sammelten die Mahican den fälligen Tribut nicht selbst ein, sondern schickten die Wappinger als ihre Eintreiber zu den Metoac. Das Ausbleiben von Zahlungen hatte Überfälle der Wappinger auf deren Dörfer zur Folge, ohne dass die Niederländer  einschritten.
Im Verlauf der nächsten hundert Jahre wurden alle Stämme aus der Region von weißen Kolonisten vertrieben oder starben durch eingeschleppte Krankheiten und Kriege. Nachfahren der Stämme aus der Wappinger-Konföderation findet man heute in Oklahoma, Kansas, Wisconsin und Ontario.